# Aerodrom Željava
Vojni aerodrom Željava, najveći podzemni aerodrom i nekadašnja baza Jugoslavenske narodne armije, na granici Bosne i Hercegovine i Hrvatske, u blizini Bihaća, poznatiji je kao Bihaćki aerodrom. U punoj funkciji je korišten od 1968. do 1992. godine kad je uništen aktiviranjem minsko-eksplozivnih sredstava prigodom povlačenja JNA. 

## Geografski položaj i administrativne karakteristike
Željava je selo u Hrvatskoj na samoj državnoj granici s Bosnom i Hercegovinom. Sam aerodrom nalazi se na 44° 50' 3'' sjeverne geografske širine i 15° 47' 44'' južne geografske dužine, nadmorskoj visini od 337 metara, odnosno 1099 stope. Georeferentna pozicija prema tadašnjem vojnom kodu bila je PIAQ5454. 
Poslije Drugog svjetskog rata, mnoga mjesta na granicama novostvorenih republika nisu imala riješen granični status, tako se prava pozicija pojedinih mjesta mogla utvrditi samo uz pomoć izvadaka iz katastarskih knjiga. Prema današnjem, službenom stanju, radarska postaja na Ličkoj Plješivici, podzemni dio, pista 4 i dijelovi pista 1 i 3 pripadaju Republici Hrvatskoj (administrativno općini Korenica), dok se piste 2 i 5 nalaze na državnom području BiH i pripadaju Gradu Bihać (Federacija Bosne i Hercegovine). Samo selo Željava nalazi se u sjevernom podnožju planine, a presječeno je i dijelom iseljeno zbog gradnje aerodroma, dok se jedan dio kuća nalazio u krugu aerodroma. Za vrijeme izgradnje u potpunosti je iseljeno i mjesto Baljevac, čije se groblje i danas nalazi između ulaza 3 i 4 u podzemni objekt. Od vojarne je put vodio do podzemnog dijela objekta (baze) koji se zvao Klek ili O-505 (Objekt 505).

## Geostrateški i vojni značaj
Položaj objekta izabran je poslije opsežnih studija pri čemu se najviše vodilo računa o njegovom geostrateškom značaju. Osnovni zahtjev bio je da se mora nalaziti na tadašnjoj jugoslavenskoj geostrateškoj osnovici: dovoljno u dubini državnog teritorija kako bi se mogao dugotrajno i uspješno braniti, a ravnomjerno udaljen od najvažnijih strateških ciljeva i objekata. Prema riječima umirovljenog generala Zlatka Rendulića, 1954. godine, tadašnji jugoslavenski vojni vrh, došao je do zaključka da bi u slučaju napada Varšavskog pakta na Jugoslaviju, postojeće zračne baze u Somboru i Batajnici bile izuzetno ranjive, što je rezultiralo procjenom da bi u 20 dana borbi bili uništeni svi Jastrebi-G1 i da bi JNA dnevno imala 5% gubitaka, zato je donesena odluka da se ide na tzv. "koncept bastion", tvrdi Rendulić. Procjene su također tražile da novi objekt mora biti sposoban izdržati udar bombe od 20 kilotona u prvom naletu, a izgradnja se vršila po uzoru na slične objekte u Švedskoj, s kojom je Jugoslavija tada surađivala.
Prilikom izbora lokacije idejnim tvorcima i projektantima išlo je na ruku to što se upravo u tako projektiranom pojasu nalazilo nekoliko povoljno razmještenih planina. Izbor je pao na Plješevicu. Njen geomorfološki sastav bio je idealan za takvu vrstu objekata, što je pak, s druge strane, pred graditelje postavilo vrlo teške, ali ostvarive zadatke i terenske radove što se kasnije i potvrdilo. Ukupna tadašnja vojno-politička i društvena situacija, kao i razvoj taktičkog i strateškog naoružanja i oružnih sustava u potpunosti su opravdavali ovakav izbor. Golemo ratno iskustvo, provjereni ljudski resursi i nesumnjivo veliko stručno znanje dali su za pravo projektantima i graditeljima prihvatiti se golemog stručnog, vojnog, a time i političkog izazova. Jugoslavija je imala veliko iskustvo u gradnji takvih objekata i njih je bilo širom zemlje (pet u Hrvatskoj, tri u Sloveniji, sedam u Srbiji, tri u Crnoj Gori i dva u Makedoniji). Četrdesetak objekata strateške namjene građenih sve do 1990-ih godina, stajali su tadašnju državu oko 90 milijardi američkih dolara. Objekt je građen kako bi služio svrsi u sljedećim desetljećima bez većih prepravki i tako opravdao zamisao nastanka i uložena golema sredstva. 
Uzimajući u obzir pravilno procjenjene geostrateške karakteristike, vrlo povoljnu logističku bazu, blizinu pomoćnih aerodroma, objekata i ostalih resursa, može se reći da je i vojni značaj objekta bio golem, kako u miru tako i u ratu. Sama planina predstavljala je idealnu prepreku bilo kakvom iznenadnom i razarajućem napadu, a njen položaj u taktičkom smislu omogućavao je korisniku taktičko iznenađenje: zrakoplovi su sigurno polijetali iz radarske sjene planine, neprimijećeni iz očekivanih pravaca promatranja sa zapada. Taj položaj isključivao je iznenadni napad na objekt. Sa sjeverne i sjeveroistočne strane situacija je bila još povoljnija jer je prostrana slavonska ravnica onemogućavala bilo kakvo prikriveno prilaženje i djelovanje po objektu.

## Projektni zadatak, izgradnja i taktičko-tehničke osobine
Projektiranje, odnosno razrada osnovne ideje, konkretizira se 1954. godine, poslije odluke političkog i vojnog vrha. Godinu dana kasnije zapovjedništvo ratnog zrakoplovstva formirala je komisiju koja je, razmotrivši taktičko-tehničke uvjete, predložila izradu projektnog programa i projektne dokumentacije. Zadatak je predviđao smještaj dvije do tri pojačane eskadrile lovačkih zrakoplova sa svim pripadajućim i neophodnim pratećim prostorima. Glavni projekt proširen je zahtjevom za izgradnjom još tri objekta koji bi služili za smještaj lovačko-zrakoplovne pukovnije, sastava tri do pet eskadrila, s komfornim smještajem i radom u uvjetima klasičnog i nuklearnog rata, kontrolu letenja i meteorološku postaju. 
Izgradnja je bila uvjetovana sastavom zemljišta, s povoljnom morfološkom slikom – prirodnim uvalama za ulaze i grebenima koji ih razdvajaju. Tijekom izgradnje angažirani su i speleolozi radi premošćivanja pukotina. Najveći problem predstavljale su špilje koje su zahvatile cijeli profil galerije po dubini, širini i visini. Aerodrom je građen do 1968. godine kada je ubrzano, zbog čehoslovačke krize, pušten u rad. Na radovima je sudjelovao, u najvećoj tajnosti, veliki broj izvođača. Tijekom idućih godina stalno je dorađivan i osuvremenjivan, a građen je 12 godina. 
Taktičko-tehničke osobine bile su impresivne: tri galerije za smještaj 58 zrakoplova međusobno su bile povezane u obliku slova M s produženim srednjim krakom u kojem je bila smještena radionica za popravak zrakoplova i dodatnom galerijom sa strane, svodastog oblika širine u bazi oko 14 metara i visine između 8 i 10 metara. Profil galerija izgrađen je prema dimenzijama zrakoplova koji su posjedali Klek (MiG 21). Na križanjima galerija visina je povećavana na 12 metara. Ostale prostorije raznih namjena, kao i hodnici, bili su širine od tri do 12 metara. Nalazile su se tu među ostalima i skladišta raketa i bombi, tankovi s gorivom, elektrogeneratorska postrojenja, klima komore, kuhinja, učionice, liječnik. Ukupna dužina podzemnih tunela (galerija i pomoćnih prostorija) iznosila je oko 3500 metara. Galerije su bile dužine 400, 500 i 350 metara, svaka visine osam metara i širine 20 metara. Pored brojnih glavnih i pomoćnih prostorija za smještaj i rad ljudstva, postojali su središte veze i operativna središta od kojih je jedan bio smješten u kontrolnom tornju, uzidan u stijeni iznad ulaza 2. Objekt je posjedovao vlastitu dizel-električnu centralu, skladište goriva i druge manje objekte. Vanjski dio objekta – aerodrom, sastojao se od pet pista (dvije poletno-sletne i tri poletne) i vojarne u blizini Ličkog Petrovog Sela, koja je, ujedno, bila i logistička baza aerodroma. Baza je opskrbljivana kerozinom vlastitim cjevovodom iz vojnog skladišta na brdu Pokoj kod Bihaća; cjevovod je bio dug preko deset kilometara i bio je kompletno inženjerijski i borbeno osiguran. Zrakoplovi su unutar objekta razmještani elekto-akomulatorskim tegljačima. Svako mjesto za parkiranje imalo je svoj priključak za punjenje zrakoplova gorivom. Predviđeni su životni i radni uvjeti za namjensko korištenje objekta s punom autonomijom do 30 dana; električna, vodovodna i kanalizacijska mreža, dvije rezervne dizel-električne centrale (jedna od 1000 kVA a druga od 625 kVA), skladišta svih vrsta, te prostor za dekontaminaciju sredstava. Postojalo je 13 klima-komora sa specijalno zaštićenim ventilacijskim šahtovima, koji su ujedno služili i kao rezervni izlazi na površinu terena. Postojali su i šahtovi za otpadni zrak i za ispušne plinove agregata, akumulatorska stanica, ambulanta, spavaonice, protupožarni sustav, itd. Prostorije u unutrašnjosti objekta bile su odvojene s 56 teških pancirnih vrata. Konstruiran je i korišten poseban razglasni i video-nadzorni sustav. Prvi put je kod nas primijenjen ’’aqua sustav’’ za skladištenje mlaznog goriva na vodenim jastucima u pet cilindričnih čeličnih spremnika, svaki kapaciteta po sto tona. Otvor za promatranje iz kontrolnog tornja bio je također posebno osiguran. Teška armirano betonska vrata, koja su odjeljivala galerije od vanjskog utjecaja, bila su smještena u zasebnim nišama sa strane galerija i imala su ugrađene protu-udarne ventile. Zatvarala su se ručno ili električnim putem, a u galeriji 352iae hidraulički. Klimatski uvjeti bili su idealni, s tim što je temperatura iz praktičnih i ekonomskih razloga bila snižena na 18°C. Na vrhu planine nalazio se impresivan radarski položaj i meteorološka stanica, a radari su bili uvezani u jedinstven sistem VOJIN koji je djelovao u sklopu RZ i PZO JNA.

## Formacijska postava i upotreba objekta
U bazi je bio smješten 117. LAP (Lovačko-avijacijski puk) sa 124. i 125. eskadrilom, naoružan tada najsuvremenijim zrakoplovima MiG-21 različitih verzija i namjena. Treća eskadrila bila je detaširana u Puli i služila je za obuku pilota. Oni bi po završenoj preobuci bili raspoređivani u elitne jedinice nadzvučne avijacije. Na Željavi je također bila bazirana 352. izviđačka eskadrila koja nije bila u sastavu 117. LAP-a. Zbog svoje strateške namjene bila je izravno podređena Zapovjedništvu RZ i PZO. Zapovjedništvo puka i izviđačke eskadrile bilo je smješteno u podzemnom dijelu objekta. Zapovjednik 117. LAP-a bio je po formaciji potpukovnik ili pukovnik, a izviđačke eskadrile major ili potpukovnik. U sastavu aerodroma bila je zrakoplovna baza (razreda puka) koja je imala jedinice nižeg razreda; one su obavljale pozadinsko, odnosno logističko osiguranje i druge pomoćne i prateće poslove. Zapovjedništvo baze i pripadajuće jedinice bile su smještene u vojarni udaljenoj tri kilometra od aerodroma, sa skladištem goriva u Pokoju i skladištem raketa i bombi u Vedrom Polju.
Za potrebe PZO (protuzračne obrane) objekta kao samostalna jedinica bazirao je u kasarni puk LAP. Zapovjednik je po formaciji bio potpukovnik ili pukovnik. Kao samostalna jedinica u vojarni nalazio se i 51. bataljon VOJIN. Imao je u sastavu oko 120 starješina od kojih su neki po specijalnosti i činu bili viši od zapovjednika. Bataljon VOJIN je bazu koristio samo kao lokaciju, a u operativnom smislu bio je podređen zapovjedništvu petog puka VOJIN u Zagrebu. Također je u objektu Klek imao svoj OC. U mirnodopskoj upotrebi koja se nije razlikovala od ratne, svi zrakoplovi uvijek su bili pod zemljom. Kada je bio letački dan, izlazili su samo angažirani zrakoplovi i dežurni par koji je bio uvijek spreman i naoružan za uzlijetanje. Baza nije bila školskog tipa niti su se u njoj stjecale specijalnosti i druga zvanja, već jedinica prve borbene linije. Napredovalo se u službi redovno ili izvanredno, u skladu s PS. Međutim, baza je bila elitna u svakom smislu te riječi i služba u njoj smatrana je čašću i veoma značajnim mjestom u životopisu svakog tko je tamo radio. Samo najbolji su stizali na Željavu koja je, kao i Batajnica, bila aerodrom dežurnog tipa, s 24-satnim radom. Status pilota i osoblja nije se formalno razlikovalo od ostalih kolega s drugih aerodroma, a oznake su bile kao i u ostalim jedinicama. Piloti su samo u letu imali svoj poseban identifikacijski broj i iskusan poznavatelj situacije u zraku mogao je po radio-komunikaciji zaključiti koji zrakoplov je s kojeg aerodroma. 
Svi pripadnici baze imali su riješeno stambeno pitanje - svi pripadnici objekta stanovali su sa svojim obiteljima u Bihaću gdje je jedna gradska četvrt (’’Harmani’’) bio napravljen za potrebe aerodroma. 
Kao objekt i jedinice prve borbene linije bili su u prilici da svoj profesionalizam, stručnost i patriotizam provjeravaju svakodnevno, a posebno u periodima međunarodnih kriza, kakve su bile 1968. godine (okupacija Čehoslovačke), krize u vezi s Osimskim ugovorom 1973. kao i u drugim prilikama. 
Kada se vojno-politička i sigurnosna situacija u Jugoslaviji toliko pogoršala da je bilo očigledno da će se aerodrom naći u bezizlaznom okruženju, s realnom opasnošću da padne u neželjene ruke i bude iskorišten protiv onoga tko ga je do tada koristio, donesena je odluka da se on uništi. To je učinjeno 16. svibnja 1992. godine u pet sati i 30 minuta, s 50-ak tona eksploziva. Piste su minirane u razmacima od 50 do 100 metara, u cik-cak rasporedu. Rušenje objekta bilo je znak da se konačno urušava i čitava država jer je njegovo definitivno napuštanje i totalno uništenje značilo da se odustaje od postojeće geostrateške osnovice, odnosno da dotadašnja država nepovratno mijenja svoj izgled.

## Velikosrpska agresija 1991. – 1995.
Na samim početcima Domovinskog rata JNA je, stavljajući se na raspolaganje pobunjenim Srbima za ostvarivanje višegodišnjeg projekta Velike Srbije, više puta djelovala s ovoga aerodroma. Tako su tijekom balvan-revolucije, dana 17. kolovoza 1990. godine dežurni zrakoplovi presreli helikoptere hrvatskog MUP-a koji su krenuli na intervenciju u Knin kako bi zaustavili tamošnje srpske teroriste u obavljanju terorističkih aktivnosti. Dana 16. rujna 1991. godine borbeni zrakoplovi raketirali su televizijski odašiljač na Sljemenu pored Zagreba, a 7. listopada, u namjeri atentata na hrvatskog predsjednika Franju Tuđmana, i Banske dvore na zagrebačkom Gornjem gradu, gdje se tada nalazilo sjedište hrvatske vlade. Međunarodnoj javnosti najpoznatiji incident dogodio se kada je pilot Emir Šišić srušio helikopter promatračke misije Europske unije, u kojima su se nalazili talijanski i francuski promatrači. 
U ovom razdoblju aktivna je bila radarska postaja koja je služila potrebama aerodroma, a nalazila se na vrhu Ličke Plješevice koji se zove Gola Plješevica. Postaja je bila u sastavu 51. bataljona VOJIN. Kada se JNA povukla, bataljon je premješten u Banju Luku. Ljudstvo je ostalo oko šest mjeseci na Plješevici kako bi obučilo pripadnike vojske tzv. RSK i predalo im objekt na stalnu uporabu. U tom cilju ljudstvo je iz Banje Luke u policijskim odorama (zbog ograničenja po odredbama čije je pridržavanje pratio UNPROFOR) odlazilo na vrh. Nakon zaključka da obučavano ljudstvo neće moći obavljati svoje zadatke i da tome nisu dorasli, odlučeno je da radarska postaja ostane u sastavu 51. b. VOJIN na području tzv. RSK. S vrha Gola borbeno je djelovano po Bihaću i okolici, a i obrnuto u manjoj mjeri. Radarski položaj bio je aktivan sve do kolovoza 1995. godine kada su, pri povlačenju, srpski vojnici uništili položaje i opremu. Vojarnu u Ličkom Petrovom Selu koristila je Srpska vojska Krajine i u njoj je redovno služen vojni rok sve do oslobođenja u akciji Oluja 1995. kojom je Hrvatska oslobodila većinu svojih područja koja su Srbi okupirali.

## Sadašnje stanje
Miniranjem objekata aerodroma i uzletno-sletnih staza aerodrom je u potpunosti stavljen izvan upotrebe. Stupanj oštećenja varira po objektima. Vanjski objekti su u potpunosti uništeni, a ostaci su vidljivo pod utjecajem atmosferilija i zarasli u žbunje. Iako se na mnogim mjestima vide mjesta detonacija, podzemni objekt Klek miniranjima nije srušen i u potpunosti je prohodan. Najveći dio devastacije je uslijedio u posljednjih nekoliko godina, jer je objekt na meti skupljačima sekundarnih sirovina. Kako se u neposrednoj blizini aerodroma tijekom velikosrpske agresije nalazila crta razdvajanja čitavo područje aerodroma je minirano. Vojarna u Ličkom Petrovom selu pod upravom je HV. Tijekom 2004. i 2005. u njoj je bilo planirano otvaranje centra za azilante ali se od te ideje odustalo, da bi tijekom 2005. i 2006. ista ušla u sastav vojnog poligona ’’Eugen Kvarternik’’ kod Slunja. HV je tijekom 2007. aerodrom i vojarnu proglasio neperspektivnima, te je u skladu s pograničnim sporazumima prema kojima vojne jedinice ne smiju obitavati u području 15 km od državne granice napustio vojarnu.
Grad Bihać je razmatrao mogućnosti da se piste aerodroma ponovno osposobe za prihvat civilnog zrakoplovstva, ali je odlučeno da će se za tu namjenu proširiti postojeći aerodrom Golubić, južno od Bihaća.

### Sigurnost i utjecaj na okoliš
Tuneli objekta "Klek" (podzemni dio zračne luke Željava) teško je oštećen od JNA koja ga je 1992. uništila, pojedini dijelovi tunela su u jako lošem stanju, pa im prijeti opasnost od potpunog urušavanja. Cjelokupni objekt je onečišćen PCB spojevima i opasan po zdravlje, a ionizacijski detektori dima, kojih je bilo na stotine po stropovima tunela, vrebaju sadržajem radioaktivnog americija-241 koji se lako apsorbira u plućima i može izazvati karcinom i genetska oštećenja u ekstremnim slučajevima. Uništavanjem zračne luke napravljena je i velika ekološka šteta, otkrivena je visoka koncentracija kemijskih spojeva, polikloriranih bifenila (PCB), osobito u tunelu 1 gdje je im je koncentracija 164 ppm.

## Galerija
- Douglas C-47 na ulazu u bazu
- Pista 01 s kraterima na lijevoj strani
- Pista14L, glavna pista za slijetanje, široka 45 metara
- Oštećenje na pisti 32L
- EUlazi br.1 i br.2 u podzemni objekt
- Ulaz br.2
- Ulaz br.2 iznutra
- Pancirn vrata br.2
- Kružanje galerije br.2 (mehaničarska radionica - VTR) i galerije br.3 (124.LAE)
- Skladište bombi i raketa
- Križanje galerije br.3 (124.LAE) i galerije br.4 (352.IAE)
- Uništeni krijumčarski kamion u galeriji br.4
- Hodnik prema komandnom centru "Zvijezda"
- Komandni centar "Zvijezda"
- Uništeni foto-laboratorij u "Zvijezdi"
- Galerija br.4, prema izlazu br.4

## Vanjske poveznice
- Underground adventure 2007
- Željava-LYBI
- LYBI Željava - Podzemni aerodom  Arhivirana inačica izvorne stranice od 4. ožujka 2016. (Wayback Machine)

1. 1 2  Tagirov, Tatjana; Vasić, Miloš. Titov svemirski program je izmišljotina. Novosti. Pristupljeno 20. travnja 2019. Nepoznati parametar |web adresa= zanemaren (pomoć)